# Беа Джонсон
Беа Джонсон (фр. Béa Johnson) — французько-американська екоактивістська блогерка, письменниця та лекторка, що пропагує стиль життя «нуль відходів». Авторка книги «Дім — нуль відходів. Гід до щасливого життя в сучасному світі без зайвих витрат і сміття».

## Біографія
Народилася 1974 року в Безансоні, Франція. Переїхала до США за програмою культурного обміну au pair у 1992 році. Після переїзду спочатку мала намір працювати у світі моди.
Одружившись, Джонсон жила як типова американська мати двох дітей з великим заміським будинком та кількома машинами. Світова економічна криза та переїзд до меншого помешкання в Мілл-Валлі, поблизу Сан-Франциско, спонукали її відрефлексувати свій стиль життя. 2008 року Беа Джонсон з родиною здала всі свої меблі на зберігання до складу і розпочала мінімалістичний стиль життя та споживання у стилі «нуль відходів». 
Нині Беа Джонсон читає лекції про мінімалістичне споживання та безвідходне життя. 2 грудня 2016 року вона дала промову в штаб-квартирі ООН в Женеві.
2013 року Джонсон опублікувала книгу «Дім — нуль відходів», перекладену понад двадцятьма мовами, зокрема й українською.
Беа Джонсон активно займається поширенням ідеї «нуль відходів» через блог Zero Waste Home [Архівовано 9 серпня 2020 у Wayback Machine.]. Вона ініціювала створення додатку Bulk Finder [Архівовано 6 січня 2020 у Wayback Machine.], в якому фіксуються локації, де можливо придбати товари на вагу для уникнення пластикового пакування.

## Переклади українською
- Беа Джонсон. Дім — нуль відходів. — К. : Рідна мова, 2018. — 304 с. — ISBN 978-966-917-277-8.